# Christa Schnitzler-Runge

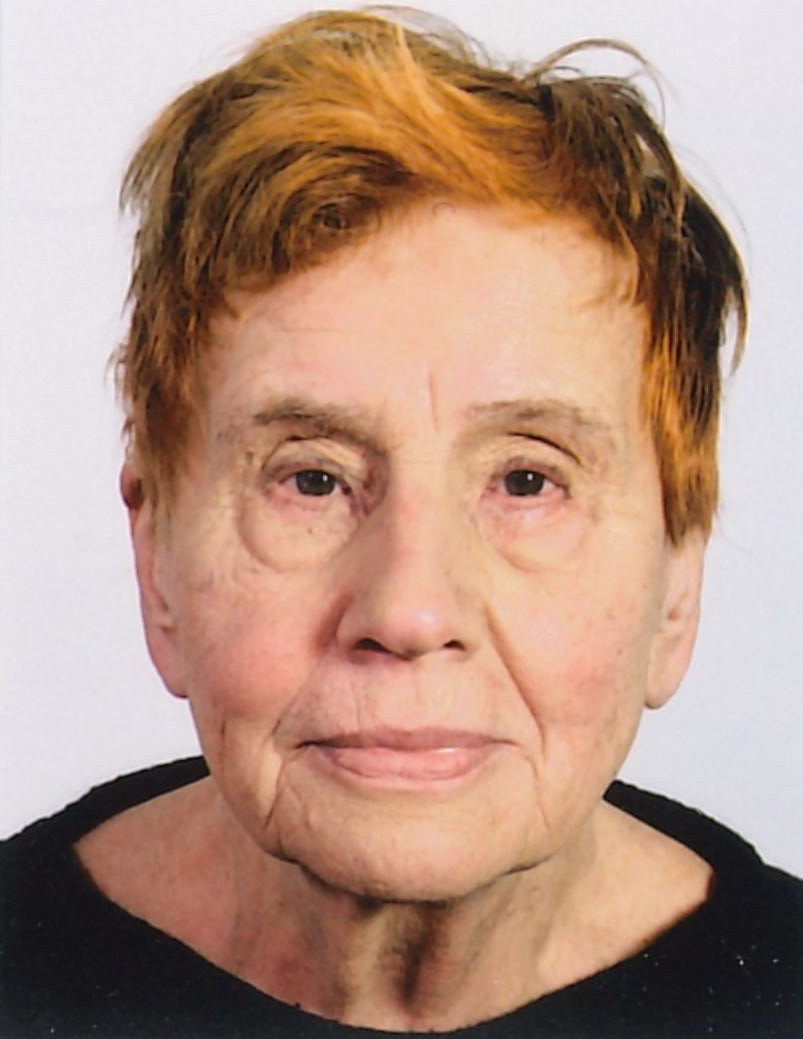
Christa Schnitzler-Runge

Christa Schnitzler-Runge (* 25. Dezember 1938 in Delmenhorst) ist eine deutsche darstellende Künstlerin.

## Leben
Sie wuchs ländlich unter Bauern und Handwerkern im Oldenburger Land auf. In den Jahren 1959 bis 1961 wurde sie an der Otto-Falckenberg-Schule München in der darstellenden Kunst ausgebildet. Einer ihrer Lehrer war Otto Wernicke. Danach war sie bis 1964 am Düsseldorfer Schauspielhaus engagiert. Im Jahr 1962 heiratete sie Conrad Schnitzler. Ihre drei gemeinsamen Kinder wurden 1963, 1964 und 1966 geboren. Die Familie zog nach Berlin. Nach der Trennung im Jahr 1972 übernahm sie die soziale Verantwortung für die gemeinsamen Kinder und arbeitete bei der Deutschen Bundespost als Eilzustellerin. Ihr Lebenspartner war Folke Hanfeld (bildnerischer Künstler). Sie lebt weiterhin in Berlin.

## Werk
In den Jahren 1970/71 erarbeitete sie das Theaterspielen mit Kindern in Kinderläden und auf öffentlichen Spielplätzen. Es sollte eine Entwicklung der Worte, der Stimme, der Bewegung, dem Schlagwerk und dem Gemeinsamen im Allgemeinen sein. Sie schrieb Theaterstücke/Konzepte für eine feste, doch immer wieder neu gestaltete Theatergruppe auf Spielplätzen, alles war beeinflusst durch das Living Theatre aus New York.
Außerdem war sie an Arbeiten der elektronischen Musikgruppen Kluster/Eruption an der Seite ihres Mannes Conrad Schnitzler beteiligt. Im Jahr 1970 wurde die Schallplatte „Klopfzeichen“ aufgenommen. Für die Veranstaltung Klang-Szene 2 im Jahr 1971 mit Günther Uecker (Visualisierung) und Friedhelm Döhl (Komposition), übernahm sie für „Kluster“ das Schlagwerk. Sie war an den Musik-Improvisationen in der Galerie René Block Berlin beteiligt. Zwischenzeitlich arbeitete sie immer wieder mit darstellenden  Künstlern zusammen (Stimme, Körper, Texten) und schrieb Literarisches.

### Performances
- 1997: „Weißkopftuch Lieder“, Stimme und Körper im Bürgerhaus Bremen-Hemelingen. Sie verwirklichte ihr Vorhaben, ihren Gedichtstext, erstarrt in einer bildhauerischen Haltung, sprechend von innen zu gestalten
- 1999: „Unzulänglichkeiten des Wirtschaftens“, Stimme und Trommel eingebunden in Mackie-Messer-Songs/Brecht, zeigen die Moritatenbilder den Eigennutz der Wirtschaft, ihre Songs fordern den Konsumenten auf, durch Kaufverhalten ihre Macht zu erkennen. Qm Magdeburger Platz und für Attac, Berlin 1. Mai (2002)
- 2001: „Freundschaft“, Stimme und Schlagwerk im „Bahnhof Westend“, der Versuch eine Freundschaft zwischen Stimme und Schlagwerk zu entwickeln, UdK Berlin[2]
- 2001: „zwischen | stadt | raum“ Stimme und Körper, nach oben zum Himmel/weiß, in der Mitte ist Leben/rot, nach unten ist Erde/schwarz, Projekt Gropius Stadt Berlin 2006 (Klaus Eisenlohr/Johann Zeltler).[3]
- 2007: „der Liebe …. der Leiden“ Stimme, Körper und Trommel, dargestellte Gedichte im Wechsel mit Brechts „literarischen Leidenschaften“, Flurtheater Weimarschmieden[4]

### Musikalisches Wirken
1970: Kluster (Schwann-Verlag, Düsseldorf)